# Gioco pericoloso (serie televisiva)
Gioco pericoloso (Danger Man) è una serie televisiva britannica in 86 episodi trasmessi per la prima volta nel corso di 4 stagioni dal 1960 al 1968. È conosciuta anche con i titoli Secret Agent, Destination Danger e John Drake in distribuzioni non britanniche. È una serie di spionaggio incentrata sulle vicende dell'agente segreto John Drake, interpretato da Patrick McGoohan.

## Personaggi e interpreti
- John Drake, interpretato da Patrick McGoohan.
- Hardy, interpretato da Richard Wattis.
- Hobbs, interpretato da Peter Madden.
- Chand, interpretato da Earl Cameron.
- Dottor Sawari, interpretato da Zia Mohyeddin.

## Produzione
La serie, ideata da Ralph Smart, fu prodotta da Incorporated Television Company e girata negli MGM British Studios a Borehamwood in Inghilterra.

### Registi
Tra i registi sono accreditati:
Serie diretta da
- Charles Frend
- Peter Graham Scott
- Michael Truman
- Terry Bishop
- Seth Holt
- Ralph Smart
- Anthony Bushell
- Clive Donner
- C.M. Pennington-Richards

## Distribuzione
La serie fu trasmessa nel Regno Unito dall'11 settembre 1960 al 12 gennaio 1968  sulla rete televisiva Independent Television.

## Episodi
| Stagione         | Episodi | Prima TV Regno Unito |
| ---------------- | ------- | -------------------- |
| Prima stagione   | 39      | 1960-1962            |
| Seconda stagione | 22      | 1964-1965            |
| Terza stagione   | 23      | 1965-1966            |
| Quarta stagione  | 2       | 1968                 |